# Vedmaskin

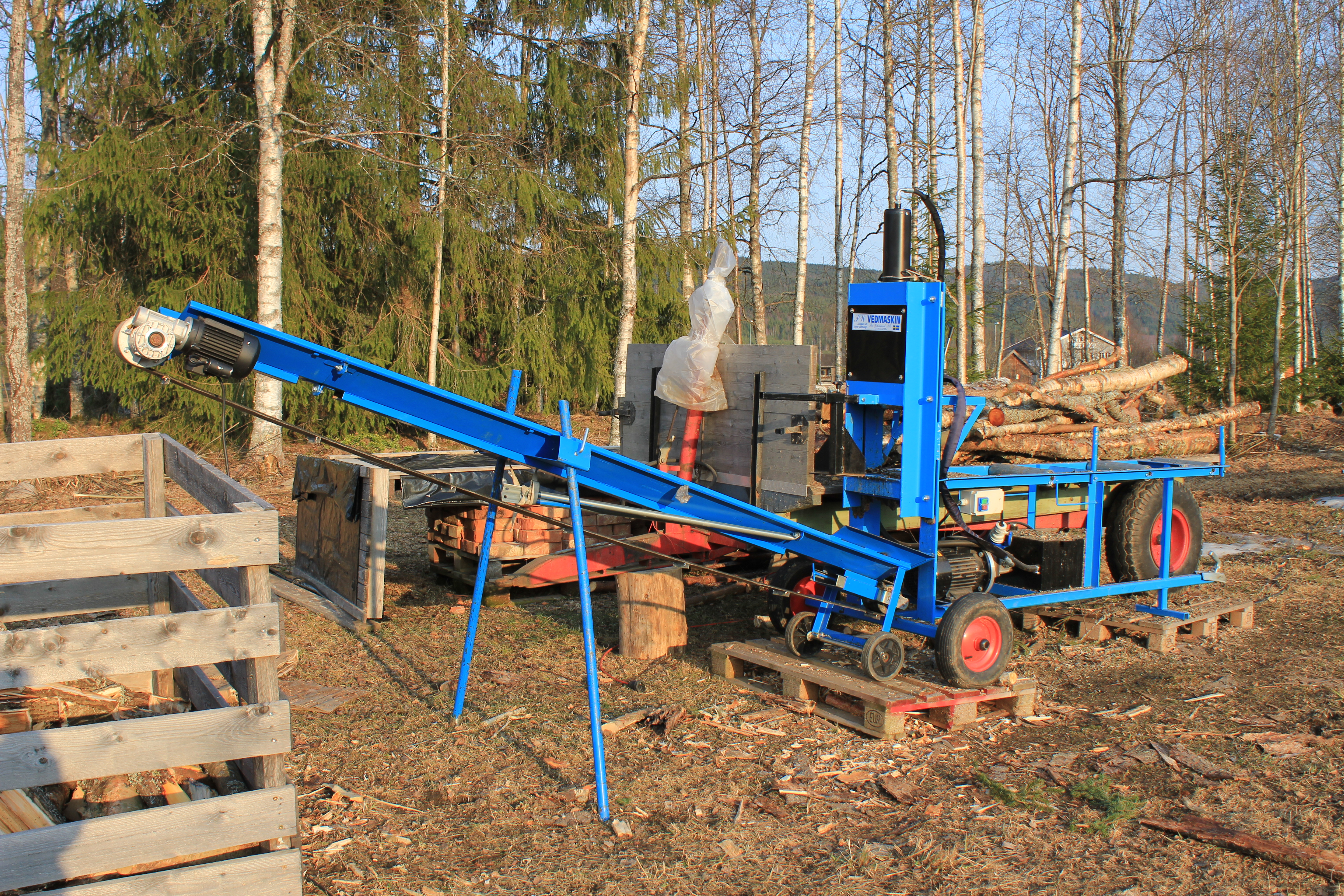
Mindre eldriven vedmaskin.

Vedmaskin eller vedprocessor används vanligtvis vid iordningställande av ved till pannanläggningar i villor eller till  bras- eller vedkaminer i bostäder. 
Vedmaskinen förenklar och rationaliserar vedhantering, tillagning av ved sker därmed avsevärt snabbare och med mindre personell insats jämfört med tidigare tidsödande metoder. Vedmaskinen drivs vanligtvis av elenergi men kan också drivas externt med till exempel traktor.

## Vedmaskin 1
Kapning och klyvning till mindre ved sker momentant i vanligen två steg; först avsågning med sågklinga och därefter klyvning med hydraulisk klyvkniv. Vedmaskinen betjänas vanligtvis av en person.

## Vedmaskin 2
Kapning och klyvning sker i ett moment, med hjälp av en hydraulisk kniv, vars kraft genereras av en hydraulmotor. Vedmaskinen betjänas vanligtvis av en person.